# 奧羅黑納山
奧羅黑納山（法語：Mont Orohena）是南太平洋大溪地島的一座山峰，海拔高度2,241（7,352英尺）。這座山峰是法屬玻里尼西亞的最高點。